# بوجار ليكا
بوجار ليكا (26 أغسطس 1992 بفريزاي في كوسوفو - ) هو لاعب كرة قدم سويسري في مركز الدفاع. شارك مع منتخب ألبانيا لكرة القدم. أما مع النوادي، فقد لعب مع نادي فولن.

## وصلات خارجية
- بوجار ليكا على موقع قاعدة بيانات كرة القدم.إي يو (الإنجليزية)
- بوجار ليكا على موقع ناشيونال فوتبول تيمز (الإنجليزية)
- بوجار ليكا على موقع Soccerway.com (الإنجليزية)
- بوجار ليكا على موقع عالم كرة القدم.نت (الإنجليزية)